# Йоцукайдо
Йоцукайдо (яп. 四街道市 Ёцукайдо:-си) — город в Японии, находящийся в префектуре Тиба. Площадь города составляет 34,70 км², население — 89 068 человек (1 августа 2014), плотность населения — 2566,80 чел./км².

## Географическое положение
Город расположен на острове Хонсю в префектуре Тиба региона Канто. С ним граничат города Тиба, Сакура.

## Население
Население города составляет 89 068 человек (1 августа 2014), а плотность — 2566,80 чел./км². Изменение численности населения с 1980 по 2005 годы:
| 1980 | 59 236 чел. |  |
| 1985 | 67 008 чел. |  |
| 1990 | 72 157 чел. |  |
| 1995 | 79 495 чел. |  |
| 2000 | 82 552 чел. |  |
| 2005 | 84 770 чел. |  |

## Символика
Деревом города считается сакура, цветком — Primula sieboldii.

## Города-побратимы
- Ливермор, США (1977)